# Mehsana (district)
Mehsana is een district van de Indiase staat Gujarat. Het district telt 1.837.696 inwoners (2001) en heeft een oppervlakte van 4386 km².

## Dorpen
- Aambaliyasan
- Becharaji
- Gozaria
- Jhulasan
- Kadi
- Kheralu
- Mehsana
- Unjha
- Vadnagar
- Vijapur
- Visnagar

Ahmedabad · Amreli · Anand · Aravalli · Banaskantha · Bharuch · Bhavnagar · Botad · Chhota Udaipur · Dahod · Dang · Devbhoomi Dwarka · Gandhinagar · Gir Somnath · Jamnagar · Junagadh · Kheda · Kutch · Mahisagar · Mehsana · Morbi · Narmada · Navsari · Panchmahal · Patan · Porbandar · Rajkot · Sabarkantha · Surat · Surendranagar · Tapi · Vadodara · Valsad